# The Latin Brothers
The Latin Brothers es una orquesta colombiana de salsa. Fue fundada por Antonio Fuentes y liderada por Julio Ernesto Estrada "Fruko" en 1974 como orquesta hermana de Fruko y sus Tesos. A través del desarrollo estratégico y el cultivo apasionado de este proyecto musical, Discos Fuentes ha establecido a The Latin Brothers como uno de los pilares más importantes de la salsa colombiana y un referente cultural que ha trascendido fronteras, compartiendo el distintivo sabor y la alegría de Colombia con audiencias de todo el mundo.

## Orígenes
Con la creación de The Latin Brothers a principios de los años 1970 y debido a sus éxitos, las directivas de Discos Fuentes, encabezadas por los hermanos Pedro y José María Fuentes, apoyaron la formación de varias agrupaciones que siguieron explorando la nueva expresión musical que había dado sus primeros pasos en los suburbios de Nueva York, dentro de las comunidades latinas.
La triunfal llegada a la orquesta Fruko y sus Tesos, de Álvaro José Arroyo (Joe Arroyo) y Wilson Manyoma Gil (Wilson Saoko) los que se destacaron como voces revelación, tanto como vocalistas solistas y como grupo, esto produjo la salida de Edulfamid Molina Díaz (Piper Pimienta), a raíz de eso los hermanos Fuentes, propietarios de la disquera, Discos Fuentes, promotora y cocreadora de Fruko y sus Tesos reunidos con el director de esta, el maestro Julio Ernesto Estrada 'Fruko' tomaron la decisión de crear una nueva orquesta para no perder la voz del gran cantante 'Piper Pimienta',  y le dieron el nombre de The Latin Brothers.
En 1974 apareció el primer álbum de la orquesta The Latin Brothers, con la voz líder de quien impusiera los primeros éxitos de la orquesta, Píper Pimienta Díaz.

## Integrantes
Entre los músicos que han formado parte de ambas orquestas se encuentra el mismo Fruko, que ha participado en grabaciones de Fruko y sus Tesos, The Latin Brothers, La Sonora Dinamita, Los Tupamaros, Gabriel Romero, Los Líderes, Los Bestiales, KV33, Bocana, Afrosound, entre otros; además continúa colaborando como productor e instrumentista de diversas producción musicales. El cubano Alfredo de La Fe, nominado para dos premios Grammy en 1980 y Violinista del Año desde 1977 hasta 1981 en los Latin New York Awards, es otro de los afamados músicos que han trabajado con The Latin Brothers, Piper Pimienta quien interpretó su afamado éxito "Las caleñas son como las Flores" y Joseíto Martínez que con el tema “Sobre las olas” logró para The Latin Brothers un éxito de trascendencia internacional, entre otros.

The Latin Brothers ha  sido una plataforma exitosa para lanzar al estrellato a varios vocalistas e instrumentistas;  en su repertorio, con más de 35 años de actividad artística, en los que se encuentran múltiples clásicos de la salsa y de la música caribeña que aún perduran en el gusto de sus muchos seguidores, continúa vigente y abriendo mercados en el mundo.

## Cantantes
La orquesta ha impulsado la carrera artística de varios cantantes entre los que se destacan:
- Piper Pimienta
- Joe Arroyo
- Wilson Saoko
- John Jairo Murillo
- Juan Carlos Coronel
- Alfredo de la fe
- Gabino Pampini
- Saulo Sánchez
- Morist Jiménez
- Joseíto Martínez
- Brigido "Macondo" Chaverra (El Óscar de León colombiano)
- Alba Nur (La Celia Cruz colombiana)
- Diego Benjumea
- Jorge Grajales 'Escalera
- Antonio Ardila (Teo)
- Óscar de León
- Pilar Botero
- Albita Rodríguez
- Ley Rivas

## Éxitos
La orquesta a través de su historia ha grabado numerosos éxitos entre los que se destacan:
- A la loma de la cruz - (1974) Canta: Piper Pimienta
- Dale al Bombo - (1975) Canta: John Jairo Murillo
- Buscándote - (1975) Canta: Piper Pimienta
- Duelo de picoteros - (1975) Canta: Piper Pimienta y John Jairo Murillo
- Las Caleñas son como las flores - (1975) Canta: Piper Pimienta
- Patrona de los Reclusos - (1976) Canta: Joe Arroyo
- La guarapera - (1976) Canta: Joe Arroyo
- Dos Caminos - (1976) Canta: Joe Arroyo
- Bailame como quieras - (1977) Canta: John Jairo Murillo
- El son del caballo - (1978) Canta: Joe Arroyo
- Las cabañuelas - (1979) Canta: Joe Arroyo
- Valluna - (1980) Canta: Piper Pimienta
- Nunca fui tan feliz - (1981) Canta: Piper Pimienta
- La cárcel - (1984) Canta: Gabino Pampini
- Llueve - (1984) Canta: Gabino Pampini
- Sobre las olas - (1985) Canta: Joseito Martínez
- Fuma el barco - (1986) Canta: Joseito Martínez
- Dime que pasó - (1986) Canta: Morist Jiménez
- El Serrucho - (1986) Canta: Wilson Saoko.
- A pesar - (1987) Canta: Morist Jiménez
- Pegaso - (1987) Canta: Alba Nur
- Son del cañaveral - (1988) Canta: Joseito Martínez
- Carcelero - (1988) Canta: Morist Jiménez
- Las calaveras -(1988) Cantan: Brigido 'Macondo' Chaverra y Óscar de León
- Good loving - (1988) Canta: Ley Rivas
- El gargareo - (1988) Canta: Joseito Martínez
- ella no baila sola (1989) - Canta: Saulo Sánchez
- Salsa de la soledad - (1990) Canta: Wilson Saoko
- Tonterías - (1990) Canta: Ley Rivas
- Sucesos - (1990) Canta: Piper Pimienta
- La parranda se canta - (1993) Canta: Albita Rodríguez
- La Tormenta - (1997) Canta: Gabino Pampini
- La Guayaba - (1998) Canta: Brígido 'Macondo' Chaverra
- La Última Bala - (2012) Canta: Yuri Buenaventura

## Discografía
| El Picotero (1974) 1. San Juan de Puerto Rico 2. A la Loma de la Cruz 3. La Otra 4. Y Tú Que 5. Son Dolores de Cabeza 6. A la Patrona de Cuba 7. El Picotero 8. La Loma 9. Que no Pare la Rumba 10. La Perla Dale al Bombo (1975) 1. Dale al Bombo 2. Velorio y Baile 3. Siempre Contigo 4. La Pandilla de la Salsa 5. Los Obreros 6. Buscándote 7. Duelo de Picoteros 8. Cumbia a José Barros 9. Sombra de un Pasado Búscandote (1976) 1. Buscándote 2. Las Caleñas Son Como Las Flores 3. Dulzura en Sol 4. Velorio y Baile 5. Echale Palante Cámara 6. Duelo de Picoteros 7. Los Obreros 8. Cumbia a José Barros 9. La Pandilla de la Salsa Te Encontré (1976) 1. Te Encontré 2. Dudando 3. Dos Caminos 4. Antioqueña 5. Canto por no Llorar 6. Ya No Hay Amor 7. Patrona de los Reclusos 8. Quiero Ser Tu Vida 9. Te Fuiste A Cali 10. La Calle 13 11. La Noche | Báilame Como Quieras (1977) 1. Báilame Como Quieras 2. Mis Zapatos Blancos 3. Linda Barranquilla 4. Pa' Los Criticones 5. Cuando Volverá 6. La Guarapera 7. Sueño Que No Olvidaras 8. Cumbiando 9. Bella Cumbia 10. Candelaria Suavecito, Apretaito (1978) 1. El Son del Caballo 2. Suavecito Apretaito 3. Deja ese Orgullo 4. Para Ti Mi Cantar 5. La India Catalina 6. El Palito de Limón 7. Guantaranure 8. A Sol Caliente 9. La Mondonguera 10. Juan Retazo En Su Salsa (1979) 1. Las Cabañuelas 2. Buenos Días Tristeza 3. No Es Negra, Es Morena 4. Mi Bayo Trochador 5. A La Cima de la Popa 6. Hacha, Calabaza y Miel 7. Al Despertar 8. El Cochero 9. El Negro Adán 10. Viejita Bella The Latin Brothers 80 (1980) 1. Valluna 2. Sin Tu Amor 3. Los Feos 4. Hace Falta una Negra 5. Pasito a Paso 6. Quién Me Va a Llorar 7. Te Invito al Campo 8. Mi Remordimiento 9. Mi Jibarita Mimada 10. La Vieron Llorando | El culebro (1981) 1. Terrambe 2. Sabor Amargo 3. Merceces 4. No Te Quiero Ver 5. Se Te Olvidó el Refrán 6. El Culebro 7. Eres Mi Fortuna 8. El Arrebol 9. No Atiendo Negros 10. Con la Lengua Afuera ¡Para Bailar! (1986) 1. Fuma el Barco 2. Las Mujeres y el Casao 3. Baila Inés 4. Dime Que Paso 5. La Novela 6. El Serrucho 7. Para Bailar 8. No Salgo de Noche 9. Lo Mismo Que Ayer 10. Sobre Las Olas The Latin Brothers en el Caribe (1987) 1. Tremendo Cachetero 2. A Pesar 3. Juanita y su Camarita 4. Curiche 5. Que Voy a Hacer 6. El Hablador 7. El Color del Amor 8. Amor Ausente 9. Pegaso 10. Comay José 11. Que Haré Sin Ti 12. Que Me Coma El Tigre Salsa y Son Caribe (1988) 1. Papi Papa 2. La Guayaba 3. Contigo 4. Ya Se Me Acabo 5. Mi Morenita 6. Serás Tú 7. Trato De Olvidar 8. Solo Iré A Ti 9. El Barrigón 10. Amor Desechable | La Negra Quiere (1989) 1. La Negra Quiere 2. Encrucijada De Amor 3. El Gargareo 4. Me Da Me Da 5. Sancocho E Pescao 6. Que Te Importa A Ti 7. Esa Es La Mía 8. El Cantante Y El Locutor 9. Hermanos 10. Amanda Sucesos (1990) 1. Sucesos 2. La Parranda se Canta 3. Vuela Pajarillo 4. Nunca Fui Tan Feliz 5. Tonterías 6. Látigo 7. Mi Vecina 8. Zafa Jirafa 9. Hace Dos Años 10. Barranquillero Arrebatao 11. Campesinita 12. Dale al Bombo 13. Serrana 14. Báilame Como Quieras Nuestra Salsa (1991) 1. Se Engordo La Negra 2. Llanto De Un Latino 3. Solo Contigo 4. Chontaduro Maduro 5. Nadie Es Eterno 6. Eso Es Lo Que Quieres 7. Yo La Tuve 8. Bien Llegao 9. Paz En Navidad 10. Al Picacho | - The Latin Brothers (1994) 1. Quiérela 2. Son del Cañaveral 3. Preguntan por Ahí 4. Yo Soy la Salsa 5. Tú lo Mataste 6. Pan Panadero 7. Juntos para Siempre 8. La Fabulosa 9. Ámame con Tu Experiencia 10. Sobre las Olas Remix 11. El Carretero Remix 12. Tú lo Mataste Remix 13. Para Bailar 14. Fuma el Barco 15. Baila Inés 16. Sobre las Olas Renaciendo (1997) 1. El Trovador 2. La Tormenta 3. Amor Callejero 4. Amor del Bueno 5. Tus Labios Rojos 6. La Hipocondriaca 7. Por Otro Amor 8. Delia la Cumbiambera 9. Sin Barreras 10. Pasión Tropical Lo Más Sabroso... La Salsa (1999) 1. Lo Más Sabroso 2. Llueve (llueve en mi alma) 3. Lo Bailo y Lo Gozo 4. El Amor Mueve Montañas 5. El Esqueleto 6. El Galán (el Vacan) 7. Mi Caleñita 8. Mi Vieja 9. No Vuelvas A Mi 10. Redención 11. Estoy Solo 12. El Talismán |

### Recopilaciones
| Grandes Éxitos de la Salsa: Greatest Hits (1999) 1. Papi Papa 2. Sobre Las Olas 3. Dime Que Paso 4. A Pesar 5. La Guayaba 6. Contigo 7. Pegaso 8. El Carretero 9. Las Calaveras 10. Fuma El Barco 11. Las Caleñas Son Como Las Flores 12. Patrona de los Reclusos 13. Buscándote 14. Las Cabañuelas 15. Valluna 16. La Guarapera | Homenaje a... Piper "Pimienta" Díaz (1998) 1. Las Caleñas Son Como Las Flores 2. Buscándote 3. A La Memoria Del Muerto 4. Valluna 5. Duelo De Picoteros 6. Descarga Fruko 7. A La Loma De La Cruz 8. La Fruta Bomba 9. Que No Muera La Rumba 10. Oriza 11. El Látigo 12. Nunca Fui Tan Feliz 13. Las Flores 14. Sucesos 15. Bomba En Navidad 16. Sombra De Un Pasado |

 - The Latin Brothers: Historia Musical (2003)	

 - Los 100 mejores de The Latin Brothers (2004)	

 - Grandes Éxitos De La Salsa - The Latin Brothers (2005)	